# 2 Bateria Artylerii Górnośląskich Wojsk Powstańczych
2 Bateria Artylerii Górnośląskich Wojsk Powstańczych – ochotnicza bateria artylerii walcząca w czasie III powstania śląskiego w okresie od 9 maja do 2 lipca 1921.

## Geneza powstania
8 maja 1921 w Zakopanem podczas uroczystości związanych z rocznicą uchwalenia Konstytucji 3 maja, po zakończonym nabożeństwie ludność opuściła kościół parafialny i rozpoczęło się przygotowanie do rozpoczęcia defilady, kiedy to zjawił się poseł Wojciech Roj, który zaczął przemawiać do zgromadzonych mówiąc o sfałszowanym plebiscycie na Górnym Śląsku i tym samym o wybuchu III powstania śląskiego. Zaraz po nim przemawiał ówczesny naczelnik gminy Zakopane Medard Kozłowski, a następnie głos zabrał działacz PPS Andrzej Gaj, który poinformował zebranych, że „w kantorze przy magazynie zbożowym przyjmuje ochotników porucznik Lgocki. Dziś wieczorem wyjazd”. Równocześnie oprócz akcji werbunkowej mieszkańcy zbierali fundusze na wsparcie powstańców, zebrano wtedy 8532 marek polskich. Wiec zakończono Rotą i okrzykami na cześć powstańców.
Do wieczora zapisało się „17 – tu uczniów z tutejszego Gimnazjum Realnego, a 6 – ciu uczniów ze Szkoły Przemysłu Drzewnego, reszta ochotników to 16 czeladników rzemiosła i rolników”, po opuszczeniu Zakopanego ochotnicy dojechali do Nowego Targu, gdzie dołączyła kolejna grupa ok. 20 ochotników, a Lgocki zorganizował ok. 60 karabinów Manlicher z 4 pułku strzelców podhalańskich. Kolejnym przystankiem był Kraków, gdzie dołączyła ostatnia 20 osobowa grupa ochotników. Po przekroczeniu granicy Górnego Śląska, Lgocki zameldował się w Naczelnej Komendzie Wojsk Powstańczych w Szopienicach, gdzie meldował gotowość swojego oddziału do walki, otrzymał jednak informację, że powstańcy potrzebują artylerii. Po otrzymaniu informacji postanowił wrócić do Krakowa, gdzie otrzymał z 6 pułku artylerii lekkiej 2 armatki, lornety, kable i całe niezbędne wyposażenie do obsługi działek. Powracając do Sosnowca, Lgocki zastał wytrenowanych ochotników. NKWP nadała temu oddziałowi nazwę „2. Bateria I Dywizjonu Artylerii”, wśród powstańców nazywana była „Baterią zakopiańczyków”.

## Walki w III powstaniu
Bateria przeszła chrzest bojowy 9 maja 1921 w miejscowości Ujazd, gdzie zwycięsko odparła niemieckie natarcie. Przed walką Lgocki powiedział do powstańców „…Pamiętajcie chłopcy, że z tymi armatkami musimy wrócić w chwale wojennej lub lec na nich jak Rzymianie na swych tarczach”. Kolejne walki toczyła w rejonie Lichyni, Zalesia oraz Sławęcic, gdzie 10 maja Bateria zdobyła fragment mapy Górnego Śląska, która była wykorzystywana przez zwiad 2. Baterii. 22 maja baterie skierowano do wsparcia powstańców walczących o Górę Św. Anny, zajęła ona pozycje na wschód od Zalesia i wspierała działania I batalionu 5 pułku piechoty. 1 czerwca Bateria została skierowana w rejon Niederhof. Lgocki w dniach od 2 do 3 czerwca przebywał wraz z dowództwem grupy artylerii na zamku w Sławęcicach. 4 czerwca bateria zajmując pozycję między Sławęcicami a Zalesiem, gdzie osłaniała odwrót powstańczej piechoty oraz odpierała atak od strony Góry Św. Anny, zadając duże straty piechocie niemieckiej. W „Historii jednej baterii” znajduje się krótki opis walk baterii: „[…] Od strony Góry Św. Anny ruszył silny atak Niemców. Powstańcy zaczęli się cofać. Sytuacja stała się nad wyraz krytyczna. Niemcy byli już bardzo blisko dział Lgockiego. Porucznik dopiero teraz mógł strzelać. Ogień kartaczowy, na wprost był skuteczny. Niemcy ponosząc duże straty wycofali się. Pozwoliło to 1 Dywizji powstańczej zająć z góry upatrzone pozycje”. 5 czerwca powstańcy została skierowana do Pławniowic. Od 9 czerwca bateria znajdowała się na linii Łany – Pławniowice – Brzezinka. 13 czerwca otrzymała rozkaz przejazdu z Łanów do Słupska. Szlak bojowy baterii zakończył się 1 lipca w Rudzie Śląskiej, następnego dnia została zdemobilizowana w Dworach k. Oświęcimia.
Stan 2. Baterii wynosił 82 lub 103 powstańców, starty w czasie walk wyniosły jednego zabitego konia oraz jednego rannego w nogę powstańca.

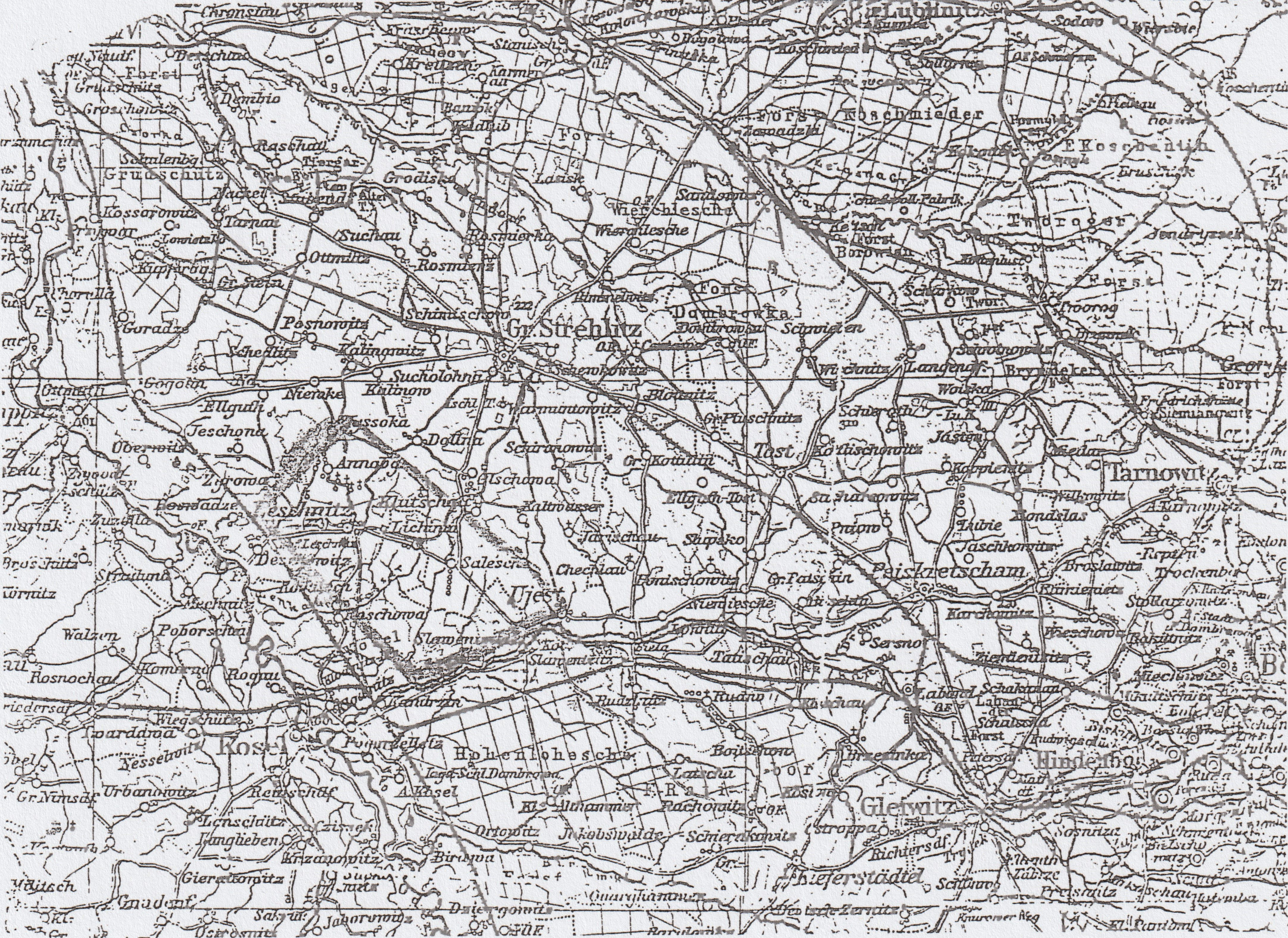
Fragment mapy Górnego Śląska zdobytej przez powstańców z 2. Baterii

Pierwotnie Bateria wchodziła w skład Grupy „Wschód”, a następnie po wydzieleniu I Dywizji Wojsk Powstańczych wchodziła w jej skład w ramach Grupy „Środek”.

## Rozkaz pożegnalny
2 lipca NKWP wydała rozkaz pożegnalny 2. Baterii:
„Naczelna Komenda Powstańcza – Adjutantura Komendanta – L.dz. – 880/21 Adjut. G. Szt. – M.p. dnia 2 lipca 1921 r. – Rozkaz Pożegnalny – Ochotnicza 2 – ga bateria Wojsk Powstańczych pod rozkazami por. Lgockiego pełniła służbę bojową od 9.V. do 1.VII.1921 r. – Przez cały ten czas wykazywała ona wzorową wartość tak pod względem bojowym, jak i wewnętrznej dyscypliny, dorzuciła świeże laury do historii artylerji polskiej. W dniu 3 czerwca baterja otoczona między Zalesiem i Sławęcicami przez Niemców odparła kartaczami atak piechoty i osłoniła odwrót I Dywizji Powstańczej. D – cybaterji – por. Lgockiemu, por. Kuźniakowi, ppor. Zelcerowi, ogniom. Wyżdze, plut. Szewczykowi, kan. Ciemniewskiemu i Turkowi oraz wszystkim odznaczającym się w tych walkach artylerzystom baterji, wyrażam gorące uznanie i podziękowanie: z rozkazu Naczelnej Komendy Wojsk Powstańczych – w.z. Lubieniec, Szef Sztabu. – Za zgodność z oryginałem /-/ Lgocki – por., D – ca I Dyon. Art. – Pieczęć okrągła z Orłem – Dowództwo Artylerji Grupy Środkowej”.

## Odznaka pamiątkowa
W dniu rozwiązana 2. Baterii kan. Mieczysław Różański zwrócił się z prośbą do Lgockiego oraz dowódcy Baterii por. Kuźniaka i zastępcy dowódcy ppor. Kazimierza Zeltzera o możliwość wybicia pamiątkowej odznaki baterii, przedłożył również projekt odznaki do akceptacji. Zarówno inicjatywa, jak i projekt spotkały się z akceptacją dowódców, jednak zastrzeżono, aby wybito tylko tyle odznak, ile wynosił stan baterii, czyli 82 egzemplarze po każdym dla jednego artylerzysty. Odznaki zostały zamówione u krakowskiego grawernika, Henryka Waldyna. Po wykonaniu określonej liczby egzemplarzy, matryca została zniszczona.

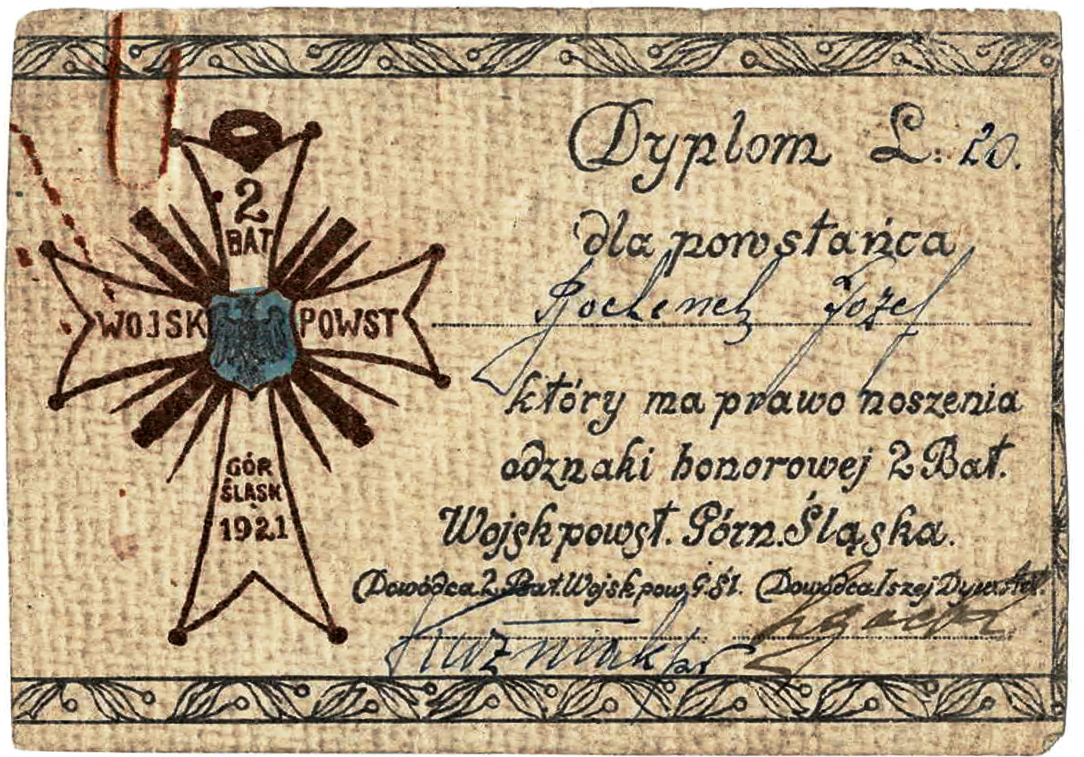
Dyplom nadania odznaki pamiątkowej 2. Baterii

Jako potwierdzenie nadania odznaki, odznaczeni otrzymywali dyplomy o następującej treści:
Dyplom L…..
Dla powstańca
…………………………………………
Który ma prawo noszenia
odznaki honorowej 2. Bat.
Wojsk powst. Górn. Śląska
Dowódca 2. Bat. Wojsk powst. Górn. Śląska Dowódca Iszej Dyw. Art.
Kuźniak Lgocki

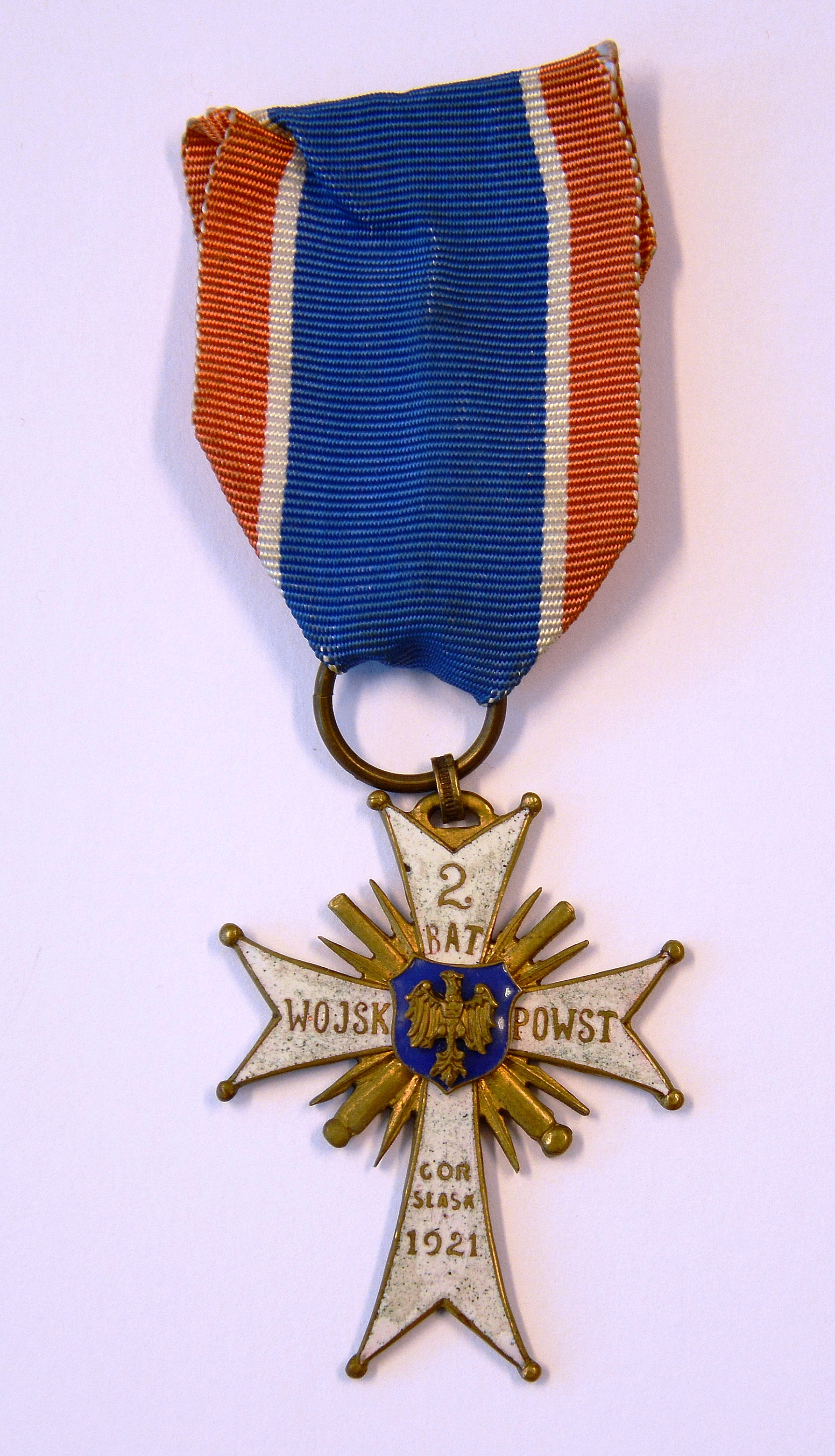
Odznaka pamiątkowa 2. Baterii

Odznaka ma wymiary 49 × 39 mm, wykonana jest z pozłacanego metalu w kształcie krzyża łacińskiego, ramiona awersu są emaliowane na biało. W centrum odznaki znajduje się emaliowana na niebiesko tarcza z orłem, między ramionami krzyża umieszczone są lufy armat oraz bagnety. Na ramionach krzyża znajduje się napis: 2 BAT. WOJSK POWST. GÓR. ŚLĄSK 1921. Na rewersie wymienione są miejscowości, w których bateria toczyła boje: SŁAWENCZYCE – ZALESIE – LICHYNIA – GÓRA ŚW. ANNY, na dole umieszczono sygnaturę H. Waldyna.

## Dalsze losy zakopiańskich powstańców
4 lipca ochotnicy wraz z Lgockim powrócili do Zakopanego. 16 lat później, w piśmie „Powstaniec Śląski” w artykule pt. „Akademicy warszawscy w III Powstaniu”, niejaki „Jastrzębiec” chlubnie opisywał udział studentów Politechniki Warszawskiej w III powstaniu dodając na końcu: „Sprawił im za to dowódca I Dywizjonu Artylerii Grupy Środkowej, kpt. Jerzy Lgocki po likwidacji powstania „pierońską” libację w Krakowie…”.
5 lat po zakończeniu III Powstania w Zakopanem zostaje założony Oddział Legionu Śląskiego, zrzeszający łącznie 64 członków, pierwszy prezesem Oddziału i jednocześnie jego założycielem jest Kazimierz Zwierzyński. W prezydium Oddziału zasiadali również członkowie 2. Baterii – Józef Hauslinger (komendant Oddziału),Władysław Cielecki (sekretarz Oddziału), Jan Bajer (skarbnik), Alfons Lorek (członek zarządu), Józef Fisher (członek zarządu), Andrzej Marduła (członek zarządu) oraz Józef Pawlica (członek zarządu). W kwietniu 1936 r. zakopiański Legion Śląski przekształcił się w Związek Powstańców Śląskich, który podlegał pod Okręg ZPŚ w Krakowie i Zarząd Główny w Katowicach. Warto zaznaczyć, że ostatni prezes zakopiańskiego oddziału ZPŚ, inż. Eugeniusz Zaczyński w 1934 r. wygrał konkurs na burmistrza Zakopanego i 5 stycznia 1935 r. podpisał z miastem 10 letni kontrakt.
Związek miał swą siedzibę w willi „Jutrzenka” przy ul. Grunwaldzkiej 3 w Zakopanem, przez cały okres działalności był niezwykle aktywny, co zresztą opisuje „Powstaniec Śląski” w artykule z 1938 r.: „Życie organizacyjne od 1929 r. rozwijało się właściwie i przez cały czas płynęło ustalonym torem. Powstańcy śląscy od początku brali udział w ogólnym życiu organizacyjnym Zakopanego, organizując i współdziałając w organizowaniu uroczystości narodowych, imprez i zbiórek na przeróżne cele, jak na L.O.P.P., F.O.N. i inne. Nie zapomniano również o potrzebach wewnętrznych własnej organizacji, zwłaszcza gdy chodziło o pomoc dla swych niezamożnych członków. Tak w latach 1936–1937 wydał około 1000 zł w postaci wsparcia lub zwrotnych pożyczek. Zebrania odbywają się regularnie […]. W ostatnim czasie Grupa Miejscowa krząta się energicznie około budowy Domu Śląskiego Powstańca w Zakopanem. Pragnie bowiem, by dom ten godnie reprezentował Śląsk oraz Związek Powstańców Śląskich. O rozmiarach oraz o szczegółowym planie nie omieszkamy napisać w Powstańcu, gdy tylko wszystko zostanie uzgodnione. Grupa Miejscowa pragnie gorąco, by poświęcenie tego domu mogło nastąpić w rocznicę 20 – lecia trzeciego powstania”.

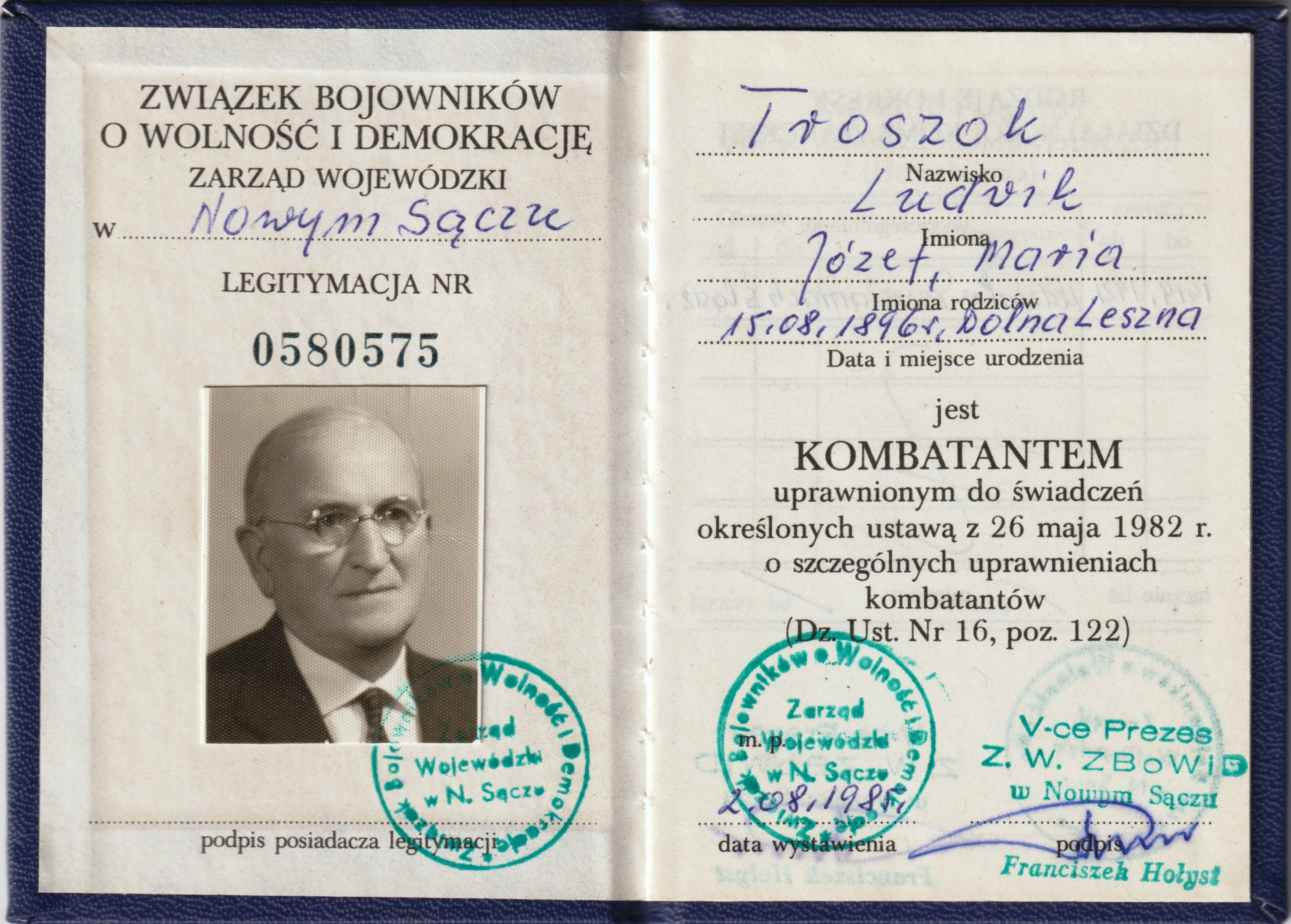
Legitymacja ZBoWiD Ludwika Troszoka, powstańca z 2. Baterii

Podczas II wojny światowej zakopiańscy powstańcy włączyli się w walkę o odzyskanie niepodległości w szeregach ZWZ – AK oraz BCh. Były dowódca Baterii, Jerzy Lgocki, był współtwórcą i Komendantem Głównym Strażackiego Ruchu Oporu „Skała”, zginął w KL Neuengamme 25 stycznia 1945 r., wielu powstańców zginęło m.in. w KL Auschwitz.

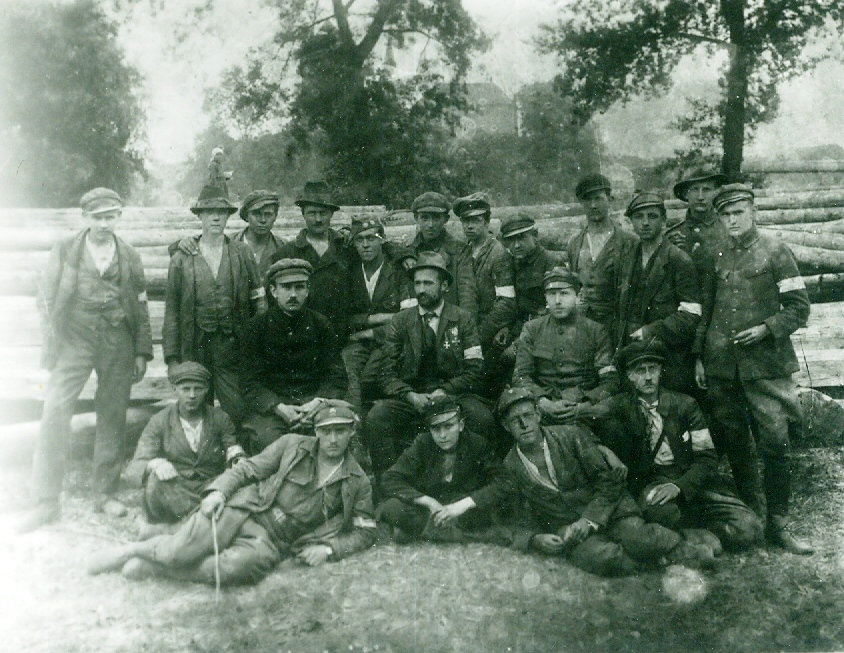
Fotografia powstańców z 2. Baterii Artylerii wykonana podczas demobilizacji Baterii w Dworach 2 lipca 1921

Po zakończeniu wojny pojawił się pomysł reaktywacji ZPŚ w Zakopanem, udało to się w roku 1947, kiedy to Związek reaktywował się pod nazwą Związek Weteranów Powstań Śląskich. Wstąpiło do niego 26 osób, których część należała do zakopiańskiego ZPŚ. ZWPŚ w Zakopanem istniał do roku 1950, kiedy wszedł w skład zakopiańskich struktur Związku Bojowników o Wolność o Demokrację.

## Upamiętnienie
20 października 1970 r. ostatni żyjący członkowie 2. Baterii – Alfons Lorek, Władysław Cielecki, Józef Bochenek oraz Adam Rychlik skierowali list do Zarządu Oddziału ZBoWiD w Zakopanem, w którym opisali historię udziału zakopiańczyków w walkach w Powstaniu, ale również zaapelowali, aby z okazji zbliżającej się 50 rocznicy wybuchu III powstania śląskiego Zarząd Oddziału ZBoWiD zaapelował do Prezydium Miejskiej Rady Narodowej w Zakopanem o nadanie imienia ulicy bądź przemianowanie nazwy jednej z zakopiańskich ulic na ulicę „Powstańców Śląskich”. Marzenie powstańców ziściło się w latach 80. XX wieku, kiedy to nadano imię Powstańców Śląskich ulicy prowadzącej z Zakopanego do Kościeliska. Ostatnim żyjącym powstańcem z 2. Baterii był podporucznik Władysław Cielecki, zmarł 21 grudnia 1988.

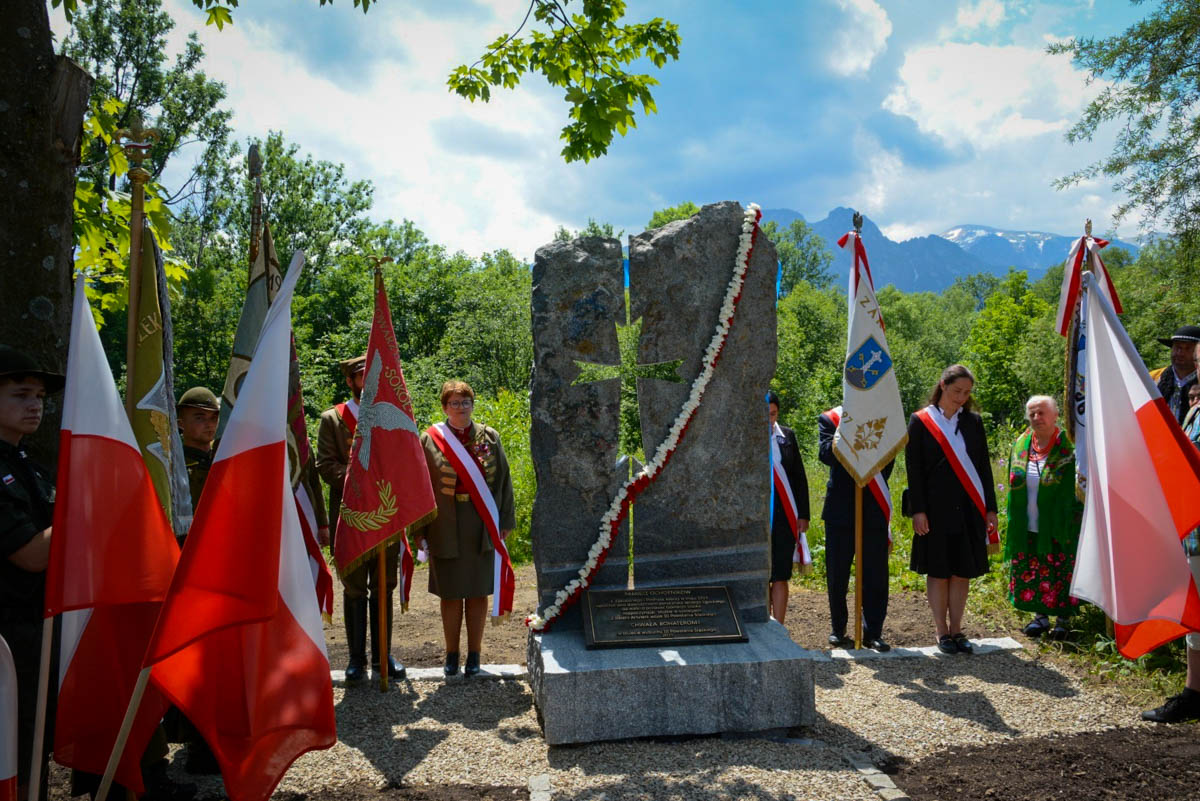
Pomnik upamiętniający powstańców z 2. Baterii Artylerii w Zakopanem poświęcony 20 czerwca 2021

W stulecie wybuchu III powstania śląskiego w Zakopanem odbyły się uroczystości upamiętniające wymarsz ochotników z Zakopanego na Górny Śląsk, w ramach uroczystości odbyła się m.in. konferencja naukowa oraz rekonstrukcja werbunku. 20 czerwca 2021 odsłonięty został pomnik upamiętniający 2. Baterię Artylerii zlokalizowany przy ul. Powstańców Śląskich.